# Rdeči čeveljci (film, 1948)
Rdeči čeveljci (angleško The Red Shoes) so britanski dramski film iz leta 1948, ki sta zanj napisala scenarij, ga režirala in producirala Michael Powell in Emeric Pressburger. Prikazuje zgodbo balerine Victorie Page (Moira Shearer), ki se pridruži svetovno znanemu Baletu Lermontov pod vodstvom Borisa Lermontova (Anton Walbrook). Slednji preizkuša njeno predanost baletu in jo na koncu prisili izbirati med kariero in romanco s skladateljem Julianom Crasterjem (Marius Goring). Za Moiro Shearer, sicer uveljavljeno balerino, je to debitantska vloga, v filmu nastopajo še baletniki Robert Helpmann, Léonide Massine in Ludmilla Tchérina. Zgodba temelji na istoimenski pravljici Hansa Christiana Andersena iz leta 1845.
Film je bil premierno prikazan 6. septembra 1948 v britanskih kinematografih. Naletel je na dobre ocene kritikov, posebej ameriških s petimi nominacijami za oskarja, tudi za najboljši film, nagrajen pa je bil za najboljšo izvirno glasbeno podlago in najboljšo scenografijo. Osvojil je tudi zlati globus za najboljšo izvirno glasbeno podlago, Ameriško združenje filmskih kritikov ga je uvrstilo med deset najboljših filmov leta. Nasprotno pa so nekateri plesni kritiki menili, da impresionistična osrednja baletna predstava filma Rdeči čeveljci prikazuje balet na nerealen način. Vseeno je bil film tudi finančno uspešen in je kot prvi britanski film prinesel več kot 5 milijonov USD prihodkov v ZDA. Film sodobni kritiki označujejo za najboljšega partnerstva Powella in Pressburgerja. Britanski filmski inštitut ga je leta 1999 uvrstil na deveto mesto najboljših britanskih filmov vseh časov, revija Time Out pa na peto mesto podobne lestvice.

## Vloge
- Anton Walbrook kot Boris Lermontov
- Marius Goring kot Julian Craster
- Moira Shearer kot Victoria Page
- Robert Helpmann kot Ivan Boleslavski
- Léonide Massine kot Griša Ljubov
- Albert Bassermann kot Sergej Ratov
- Ludmilla Tchérina kot Irina Boronska
- Esmond Knight kot Livingstone »Livy« Montague
- Austin Trevor kot profesor Palmer
- Jean Short kot Terry
- Gordon Littman kot Ike
- Eric Berry kot Dimitrij
- Irene Browne kot lejdi Neston
- Jerry Verno kot vratar
- Yvonne Andre kot Vickyjina stilistka